# Старомалооснов'янська вулиця
Старомалооснов'янська вулиця — вулиця в Новобаварському районі міста Харкова. Починається поруч із гілкою Південної залізниці, неподалік від зупинного пункта Новоселівка. Пролягає від вулиці Лінійної до вулиці Семінарської. Забудована переважно одноповерховими приватними будинками. Дорога не асфальтована.